# لانوفيو
لانوفيو هي كومونا (بلدية) في مدينة روما الحضارية في اقليم لاتيوم الإيطالية، وتقع على بعد 30 كيلومتر (19 ميل) تقريباً، جنوب شرق روما، على تلال ألبان .

## الموقع
لانوفيو تقع على حدود البلديات التالية: أبريليا، أريكسيا، جينزانو دي روما، فيليتري.

## التاريخ
كانت لانوفيوم في الازمنة القديمة مدينة مهمة في المناطق النائية لإمبراطورية روما. ولد هنا القياصر أنتونينوس بيوس وكومودوس مع الكونتودييرو(الزعيم) ماركانتونيو كولونا. لقد تلاشئت بعد حكم ثيودوسيوس الأول (أواخر القرن الرابع الميلادي)، ولقد هُجرت في الغالب بسبب إغلاق ملاجئها المتعددة الآلهة.
لقد ذُكرت مرة أخرى في القرن الحادي عشر، عندما كانت مقرًا لدير البينديكتين. في أوائل القرن الخامس عشر، استحوذت عليها عائلة كولونا، التي كانت تنتمي إليها حتى عام 1564.
في 17 فبراير 1944، خلال الحرب العالمية الثانية ، قُصفت من قبل الحلفاء بحراً وجواً، ودُمرت بالكامل تقريباً.

## المعالم السياحية الرئيسية
- الكنيسة الجماعية
- ملاذ مادونا ديلي غراتسي
- مركز تاريخي بأسوار، يتضمن أربعة أبراج
- معبد جونو سوسبيتا
- بقايا الجسر الروماني الاثري بونتي لوريتو
- الحديقة الإقليمية في كاستيلي روماني
- متحف لانوفيو المدني

## المدن التوأم
- Centuripe, Italy

## روابط خارجية
- الموقع الرسمي
- موقع اجتماعي